# Gin-Epidemie

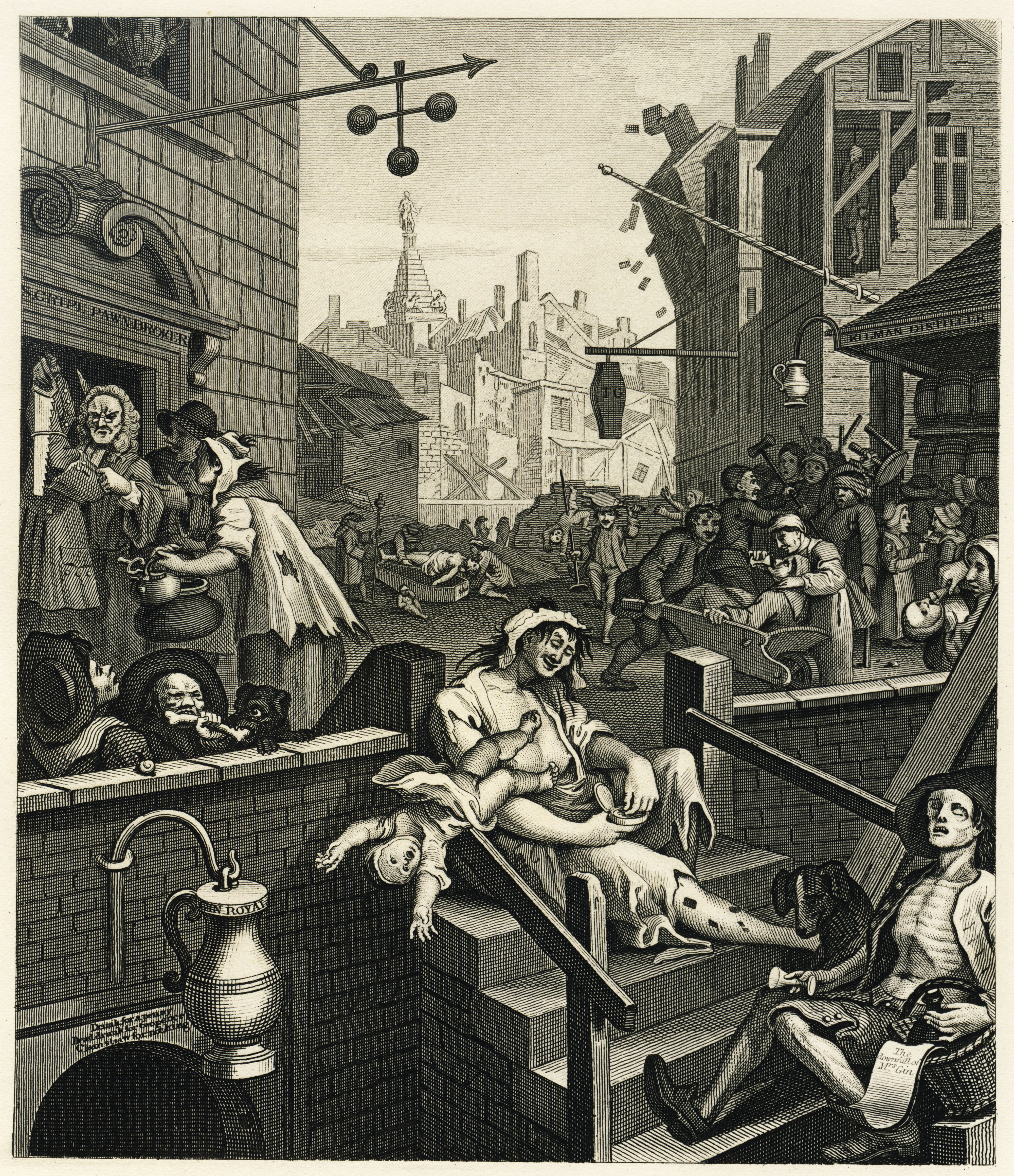
Darstellung des Ginkonsums in einem Druck von William Hogarth mit dem Namen Gin Lane

Mit Gin-Epidemie oder Gin-Krise wird ein soziales Phänomen im Großbritannien der ersten Hälfte des 18. Jahrhunderts bezeichnet. Vom Beginn des Jahrhunderts bis 1750 verzehnfachte sich der Pro-Kopf-Verbrauch billigen Branntweins im Königreich, was erhebliche gesundheitliche und soziale Probleme besonders in den Elendsquartieren der Städte nach sich zog. 1751 konnte die Gin-Epidemie durch Steuererhöhungen und die Einführung von Schanklizenzen eingedämmt werden.

## Hintergrund
Als Gin wurde in Großbritannien jede Form von Billig-Branntwein bezeichnet. Die Gin-Epidemie wurde 1694 durch eine Erhöhung der Biersteuer ausgelöst. Etwa gleichzeitig kam es durch die Modernisierung der Landwirtschaft zur Überproduktion von Weizen. Der Weizenüberschuss wurde für die Branntweinproduktion verwendet, was den Schnaps immens verbilligte.
Der Branntwein bot nicht nur eine „neue Art von Trunkenheit, die unseren Vorfahren noch unbekannt war“. Er war auch Nahrungsersatz, eine Kalorie Gin war zeitweise billiger als eine Kalorie Brot. Außerdem ergaben sich durch den Kleinhandel Erwerbsmöglichkeiten, in jedem fünften Londoner Haus wurde Branntwein ausgeschenkt. Die gesundheitlichen Folgen waren katastrophal. Die Sterberate durch Alkoholkonsum überstieg in London zeitweise die Geburtenrate. Die Kindersterblichkeit lag bei 75 Prozent.
Nach wiederholten halbherzigen Versuchen des Parlaments, den Branntweinkonsum zu reduzieren, wurden 1751 einschneidende Maßnahmen beschlossen, die dem Druck der Öffentlichkeit, besonders durch den Sozialreformer Henry Fielding und verstärkt durch die weit verbreiteten Drucke der aufrüttelnden Stiche William Hogarths folgten.

## Auswirkungen
Bekannt wurde der Fall von Judith Dufour, die am 27. Februar 1734 ihre zwei Jahre alte Tochter umbrachte, auszog und nackt vergrub. Mit dem wenigen Geld, das sie für die Säuglingskleidung bekam, kaufte sie den Gerichtsakten nach sofort wieder Gin. Dufour wurde für diese Tat zum Tode verurteilt und gehängt.